# TFF 1. Lig (1984/1985)
Sezon 1984/1985 był 27. sezonem o mistrzostwo Turcji. Drużyna Trabzonspor nie obroniła tytułu mistrzowskiego, zdobył go natomiast zespół Fenerbahçe SK, zdobywając pięćdziesiąt punktów w trzydziestu czterech meczach. Po sezonie spadły zespoły Antalyaspor i Boluspor.

## Drużyny
Po sezonie 1983/1984 z ligi spadły zespoły Adana Demirspor, Adanaspor i Fatih Karagümrük, z trzech grup 2. Lig awansowały natomiast drużyny Eskişehirspor, Malatyaspor i Altay SK.
| Uczestnicy poprzedniej edycji                                                                                 | Uczestnicy poprzedniej edycji | Uczestnicy poprzedniej edycji | Uczestnicy poprzedniej edycji |
| --- | ----------------------------- | ----------------------------- | ----------------------------- |
| TRA | Trabzonspor                   | 1                             |                               |
| FEN | Fenerbahçe SK                 | 2                             |                               |
| GAL | Galatasaray SK                | 3                             |                               |
| BES | Beşiktaş JK                   | 4                             |                               |
| MKE | MKE Ankaragücü                | 5                             |                               |
| SAK | Sakaryaspor                   | 6                             |                               |
| DEN | Denizlispor                   | 7                             |                               |
| KOC | Kocaelispor                   | 8                             |                               |
| ZON | Zonguldak Kömürspor           | 9                             |                               |
| BUR | Bursaspor                     | 10                            |                               |
| GEN | Gençlerbirliği SK             | 11                            |                               |
| SAR | Sarıyer                       | 12                            |                               |
| ORD | Orduspor                      | 13                            |                               |
| BOL | Boluspor                      | 14                            |                               |
| ANT | Antalyaspor                   | 15                            |                               |
| Awans z TFF 2. Lig                                                                                            |                               |                               |                               |
| ESK | Eskişehirspor                 |                               |                               |
| MAN | Malatyaspor                   |                               |                               |
| ALT | Altay SK                      |                               |                               |
| Oznaczenia: - kolumna pierwsza – skróty nazw drużyn, - kolumna trzecia – miejsce zajęte w poprzednim sezonie. |                               |                               |                               |

## Tabela
| Lp. | Drużyna             | M  | Z  | R  | P  | Bramki | Bramki | Różn. | Pkt | Uwagi                                |
| --- | ------------------- | -- | -- | -- | -- | ------ | ------ | ----- | --- | ------------------------------------ |
| 1   | Fenerbahçe SK       | 34 | 18 | 14 | 2  | 65     | 25     | +40   | 50  | Puchar Europy • I runda              |
| 2   | Beşiktaş JK         | 34 | 19 | 12 | 3  | 49     | 19     | +30   | 50  | Puchar UEFA • I runda                |
| 3   | Trabzonspor         | 34 | 14 | 14 | 6  | 38     | 26     | +12   | 42  | Puchar Bałkanów • I runda            |
| 4   | MKE Ankaragücü      | 34 | 12 | 14 | 8  | 33     | 27     | +6    | 38  |                                      |
| 5   | Galatasaray SK      | 34 | 11 | 14 | 9  | 34     | 28     | +6    | 36  | Puchar Zdobywców Pucharów • I runda1 |
| 6   | Sakaryaspor         | 34 | 14 | 8  | 12 | 44     | 39     | +5    | 36  |                                      |
| 7   | Kocaelispor         | 34 | 11 | 12 | 11 | 30     | 31     | −1    | 34  |                                      |
| 8   | Sarıyer             | 34 | 8  | 17 | 9  | 47     | 45     | +2    | 33  |                                      |
| 9   | Orduspor            | 34 | 11 | 11 | 12 | 35     | 36     | −1    | 33  |                                      |
| 10  | Eskişehirspor       | 34 | 10 | 12 | 12 | 39     | 48     | −9    | 32  |                                      |
| 11  | Gençlerbirliği SK   | 34 | 9  | 13 | 12 | 41     | 45     | −4    | 31  |                                      |
| 12  | Zonguldak Kömürspor | 34 | 9  | 13 | 12 | 31     | 35     | −4    | 31  |                                      |
| 13  | Bursaspor           | 34 | 9  | 13 | 12 | 39     | 47     | −8    | 31  |                                      |
| 14  | Malatyaspor         | 34 | 10 | 11 | 13 | 35     | 46     | −11   | 31  |                                      |
| 15  | Altay SK            | 34 | 8  | 14 | 12 | 34     | 39     | −5    | 30  |                                      |
| 16  | Denizlispor         | 34 | 9  | 11 | 14 | 39     | 48     | −9    | 29  |                                      |
| 17  | Antalyaspor (S)     | 34 | 11 | 6  | 17 | 33     | 49     | −16   | 28  | Spadek do TFF 2. Lig                 |
| 18  | Boluspor (S)        | 34 | 3  | 11 | 20 | 20     | 53     | −33   | 17  | Spadek do TFF 2. Lig                 |